# عائشة فوفانا
عائشة فوفانا (بالفرنسية: Aïcha Fofana)‏ (1957، باماكو في مالي - 16 أغسطس 2003، باماكو في مالي)؛ مؤلِّفة، كاتِبة مسرحية، مترجمة وروائية مالية.